# Wernersdorf
Wernersdorf è una frazione di 634 abitanti del comune austriaco di Wies, nel distretto di Deutschlandsberg (Stiria). Già comune autonomo, il 1º gennaio 2015 è stato aggregato a Wies assieme agli altri ex comuni di Limberg bei Wies e Wielfresen.